# Combichrist
Combichrist es una banda formada en 2003 por el noruego Andy LaPlegua (fundador de la banda Icon of Coil, Panzer AG y Scandy) como un proyecto paralelo de aggrotech y EBM y, en ocasiones, tocando otros géneros como dark electro o incluso industrial metal.
Combichrist es una de las agrupaciones más representativas de la escena del industrial a nivel mundial. Su sonido ha tomado diferentes matices a lo largo de su trayectoria, convirtiéndose a partir de This is where death begins en un metal contundente pero con un distintivo tinte electrónico.

## Historia

### Formación
El primer material que LaPlegua escribió fueron unas pocas canciones que tocaban rhythmic noise bajo el nombre Drive. El nombre de la banda fue cambiado luego a Combichrist antes de la salida del álbum debut, The Joy Of Gunz, que fue editado por el sello alemán Out of Line. El nombre Combichrist surge de un fanzine hardcore que LaPlegua hizo a finales de los '90, con el guitarrista de JR Ewing, Håkon Mella.
Algunos años después del nacimiento de la banda, LaPlegua cambió Noruega por los Estados Unidos, donde se encuentra actualmente la base de Combichrist y de sus otros proyectos Scandy y Panzer AG.

### Éxito comercial
En el 2003 Combichrist lanza el LP The Joy of Gunz. En Halloween de 2003 se lanza el EP Kiss The Blade, el cual se vende por completo en semanas.
En el 2004, el segundo EP Sex, Drogen Und Industrial, se mantiene 7 semanas en el número uno de DAC charts. Al mismo tiempo se lanza una versión en vinilo blanco 12" que también se vendió rápidamente.
El 2005 ve el lanzamiento de Everybody Hates You y es en este momento cuando la banda comienza a etiquetar su música como "Techno Body Music" o TBM. La banda lanza una canción llamada "This is TBM" en el compilado de Out-of-Line Techno Body Music volume 1. El lanzamiento de Get Your Body Beat en el 2006 resultó ser un éxito comercial para la banda. 
En el 2007 fue lanzado What the Fuck Is Wrong with You People?, convirtiéndose en un disco muy vendido en ambos sellos. LaPlegua está trabajando actualmente en un nuevo material
Durante la gira 09/10, Combichrist acompañó a Rammstein como teloneros en sus conciertos, aumentando así su popularidad entre el público.
Actualmente Combichrist han creado la canción Feed the fire, del álbum No Redemption, que se ha usado como Banda Sonora en el juego Devil May Cry, el nuevo Hack 'n' Slash de Capcom con Ninja Theory.
La banda inicia una gira a partir de abril de 2014 con el motivo del lanzamiento del álbum "We love you". Un emotivo momento ocurre durante una de las presentaciones; Andy le propone matrimonio a Layna y ella emocionada acepta. Combichrist renueva sus integrantes cada cierto tiempo y a partir del inicio de la gira, Combichrist cuenta con una nueva formación, acorde con el nuevo estilo que empieza a manejar la banda; Trevor Friedrich abandona el grupo para incorporarse a otro proyecto, y con él, se va la percusión en vivo, quedando únicamente Joe Letz en la batería, al tiempo que se incorpora un nuevo guitarrista, y Abbey Nex toma ahora el rol de bajista. La estructura de la banda pasa a asemejarse a una banda orientada al rock.

## Miembros

### Actuales
- Andy LaPlegua - Voz
- Dane White - Batería
- Jamie Cronander - Guitarra, teclados

### Anteriores
- Trevor Friedrich - Percusión (en vivo)
- Z-marr - Teclados
- Abbey Nex - Bajo (en vivo)  (Antiguo Miembro de la banda Psyclon nine)
- Syn M - Teclados en vivo
- Jon H - Percusión en vivo
- Kourtney Klein - Percusión en vivo (Participó anteriormente en sus giras)
- Shaun Frandsen - Teclados (Perteneciente a la "vieja escuela" de Combichrist)
- Mr. Petersen - Teclados (Perteneciente a la "vieja escuela" de Combichrist)
- Will Spod- Percusión

## Discografía

### Álbumes
- 2003 The Joy Of Gunz (Out of Line)
- 2005 Everybody Hates You (Out of Line / Metropolis Records)
- 2005 Everybody Hates You 2-Disc Digipack (Out of Line)
- 2007 What The Fuck Is Wrong With You People? (Out of Line / Metropolis Records)
- 2007 What The Fuck Is Wrong With You People? 2-Disc Digipack (Out of Line)
- 2009 Today We Are All Demons (Out of Line / Metropolis Records)
- 2010: Noise Collection Vol. 1 (Out of Line)
- 2010: Making Monsters
- 2013: No Redemption (OST DmC: Devil May Cry)
- 2014: We Love You
- 2016: This Is Where Death Begins
- 2019: One Fire

### EP
- 2003 Kiss The Blade Limitado a 667 copias.(Out of Line)
- 2004 Blut Royale Limitado a 666 copias en vinilo blanco.(Bractune Records)
- 2004 Sex, Drogen Und Industrial (Out of Line)
- 2006 Get Your Body Beat (Out of Line / Metropolis Records)
- 2008 Frost EP:Sent to Destroy

Compilados
- 2003 Extreme Jenseitshymnen Vol. 4 (Pista: "Line to the Dead")
- 2003 Dark Awakening Vol. 4 (Pista: "God Wrapped in Plastic")
- 2003 Awake the Machines Vol. 4 (Pista: "Vater Unser")
- 2004 Intensivstation (Pista: "Vater Unser")
- 2004 Machineries of Joy 3 (Pista: "Lying Sack of Shit")
- 2004 Industrial for the Masses Vol. 2 (Pista: "Strike" and "Without Emotions"
- 2004 15 Minutes into the Future (Pista Exclusiva: "Das Der Bunker")
- 2004 Per:Version: Vol 14 (Pista: "Blut Royale")
- 2005 Endzeit Bunkertracks: Act I (Track: "Tractor")
- 2005 This Is... Techno Body Music (Pista Exclusiva: "This is TBM")
- 2006 Das Bunker: Fear of a Distorted Planet (Pista Exclusiva: "Christus Commando")
- 2007 Machineries of Joy Volume 4 (Pista Exclusiva: "Hate and Booze (con Helltrash)
- 2008 Industrial Attack Vol. 2 (Track: "Electrohead")
- 2008 Awake the Machines Vol. 6 (Track: "Prince of E-Ville (Chicago Club Mix by Accessory)")

Remixes realizados por Combichrist
- Agonoize - Chains of Love (Destruction Remix)
- Angelspit - 100% (99% Rawmix)
- Angelspit - 100% (110% Fucked Mix)
- The Azoic - Conflict
- Cylab - Kundalini (Lucky 13 Mix)
- Dive vs. Diskonnekted - Do you believe it
- FGFC820 - Existence
- Front Line Assembly - Beneath The Rubble
- Hocico - Ruptura (Motherfucker 667 Remix)
- I:Scintilla - Havestar
- Icon of Coil - Android
- Icon of Coil - Regret
- Icon of Coil - Shelter
- Interface - Faith in Nothing
- KMFDM - Tohuvabohu (MS 20 Mix)
- Manufactura - Sex and Suicide (Leaving Scars)
- Mindless Self Indulgence - Never 
Wanted to Dance (Electro Hurtz Mix)
- Mindless Self Indulgence - Straight to Video
- Modulate - Skullfuck
- Snakeskin - I am the Dark (Electronoir Mix)
- SSS - Demi God
- Suicide Commando - Fuck you bitch
- Tamtrum - Abort The Pope
- W.A.S.T.E. - Shut Up And Bleed
- Warren Suicide - Butcher Boy
- Never Surrender- Devil may Cry